# Harald Hansen (fodboldspiller)
 Der er flere personer med dette navn, se Harald Hansen.

Harald Hansen (14. marts 1884 i København – 9. maj 1927 i Aarhus) var en dansk fodboldspiller.
Harald Hansen spillede syv landskampe som forsvarspiller for det danske landshold og vandt to olympiske sølvmedaljer ved OL 1908 og OL 1912.
Harald Hansen kom som 11-årig i 1896 til den nyoprettede juniorafdeling i B 93 og spillede hele karrieren for klubben. Han var på 1.holdet fra 1899 til 1916 og spillede 117 kampe og scorede 45 mål. Han var i årene omkring 1910 en af Danmarks bedste gærdespillere i cricket.
Hansen blev efter sin aktive karriere blev han gymnastiklærer i 1922 på den Private Realskole i Aarhus, hvor storebroderen Axel Hansen (1882-1952) var leder. Han var træner for Horsens fS, Randers Freja og AIA. I Aarhus blev han også træner i AGF 1925-1927, som i 1925 vandt det jyske mesterskab og Provinsmesterskabsturneringen og efterfølgende tabte finalen i Landsfodboldturneringen. Han døde i 1927 som blot 43-årig af en hjertelammelse, som opstod efter han blev indlagt på hospital med en byld i halsen. Der blev der spillet en mindekamp i Idrætsparken mellem B93 og et udvalgt KBU-hold, de 8.000 tilskuere skabte et overskud på 4500 kroner til enken.